# Rimantas Smetona
Rimantas Smetona (ur. 28 marca 1945 w m. Užulėnis koło Wiłkomierza) – litewski reżyser i polityk, były przewodniczący Związku Litewskich Narodowców, poseł na Sejm.

## Życiorys
Urodził się w rodzinie żołnierza litewskiego ruchu oporu wobec sowieckiej władzy (zabitego w 1945), który był bratankiem przedwojennego prezydenta Litwy Antanasa Smetony.
W 1965 ukończył technikum rolnicze w Wiłkomierzu, później studiował w leningradzkim instytucie teatru, muzyki i kinematografii (później przekształconym w Rosyjski Państwowy Instytut Sztuk Scenicznych). W latach 1967–1972 pracował jako asystent reżysera filmowego, później jako reżyser filmowy w Państwowym Komitecie Radia i Telewizji Litewskiej SRR (1972–1991).
W 1990 zaangażował się w działalność polityczną po stronie narodowców; przez dwa lata redagował prawicowy tygodnik „Viltis”. Od 1990 do 1997 stał na czele Związku Litewskich Narodowców, później przewodniczył Litewskiemu Narodowo-Demokratycznemu Ruchowi Niepodległości (1997–1999) i Partii Narodowo-Demokratycznej (1999–2001).
W 1996 został wybrany do Sejmu w okręgu Wiłkomierz, został przewodniczącym Komisji Sprawiedliwości. Rok później bez powodzenia kandydował w wyborach prezydenckich, uzyskując około 6,5 tys. głosów (poniżej 0,5%). W 2000 bezskutecznie startował w wyborach parlamentarnych.
Na krótko związał się ze Związkiem Partii Chłopskiej i Nowej Demokracji (2003–2004), z którego listy w 2004 został ponownie wybrany na posła. W 2006 wstąpił do ugrupowania Porządek i Sprawiedliwość, zasiada w jego frakcji parlamentarnej. W wyborach parlamentarnych w 2008 z jego listy partyjnej po raz trzeci uzyskał mandat deputowanego. W 2012 nie ubiegał się o reelekcję.